# Белоградчик (крепость)
Крепость Белоградчик (болг. Белоградчишка крепост), также известная как Калето (болг. Калето, от тур. kale — «крепость») — крупная крепость на северном склоне Балканских гор в Болгарии, к северо-западу от города Белоградчик. Главная достопримечательность северо-западной Болгарии, наряду с окружающими скалами причудливых очертаний.
Толщина стен крепости составляет 2 м у основания, высота — 12 м. Три отдельно укреплённые части соединены друг с другом при помощи ворот. Площадь крепости — 10210 м². После реставрации крепость была объявлена национальным памятником и передана в ведение краеведческого музея Белоградчика.

## История
Первая крепость на месте существующей была построена ещё во времена Римской империи. Окружающие Белоградчикские скалы служили естественной защитой, поэтому стены нужно было строить только с северо-запада и юго-востока. 
Первоначально Белоградчик служил лишь пунктом наблюдения. В XIV веке царь Иван Срацимир расширил крепость, достроив несколько башен и стен перед массивами скал. При его правлении крепость Белоградчик стала важнейшей цитаделью Болгарии, уступая по размерам и важности только крепости Баба Вида в тогдашней болгарской столице.
В 1396 году турки взяли крепость, после чего не только отстроили её заново, но и усилили гарнизон для подавления восстаний. В начале XIX века крепость вновь была перестроена турками, на этот раз под руководством французских и итальянских специалистов, с добавлением элементов турецкой и западноевропейской архитектуры. 
В 1850 году крепость сыграла важную роль при подавлении антитурецкого восстания, а последний раз использовалась в 1885 году в сербско-болгарской войне. В XX веке Белоградчик был музеифицирован.

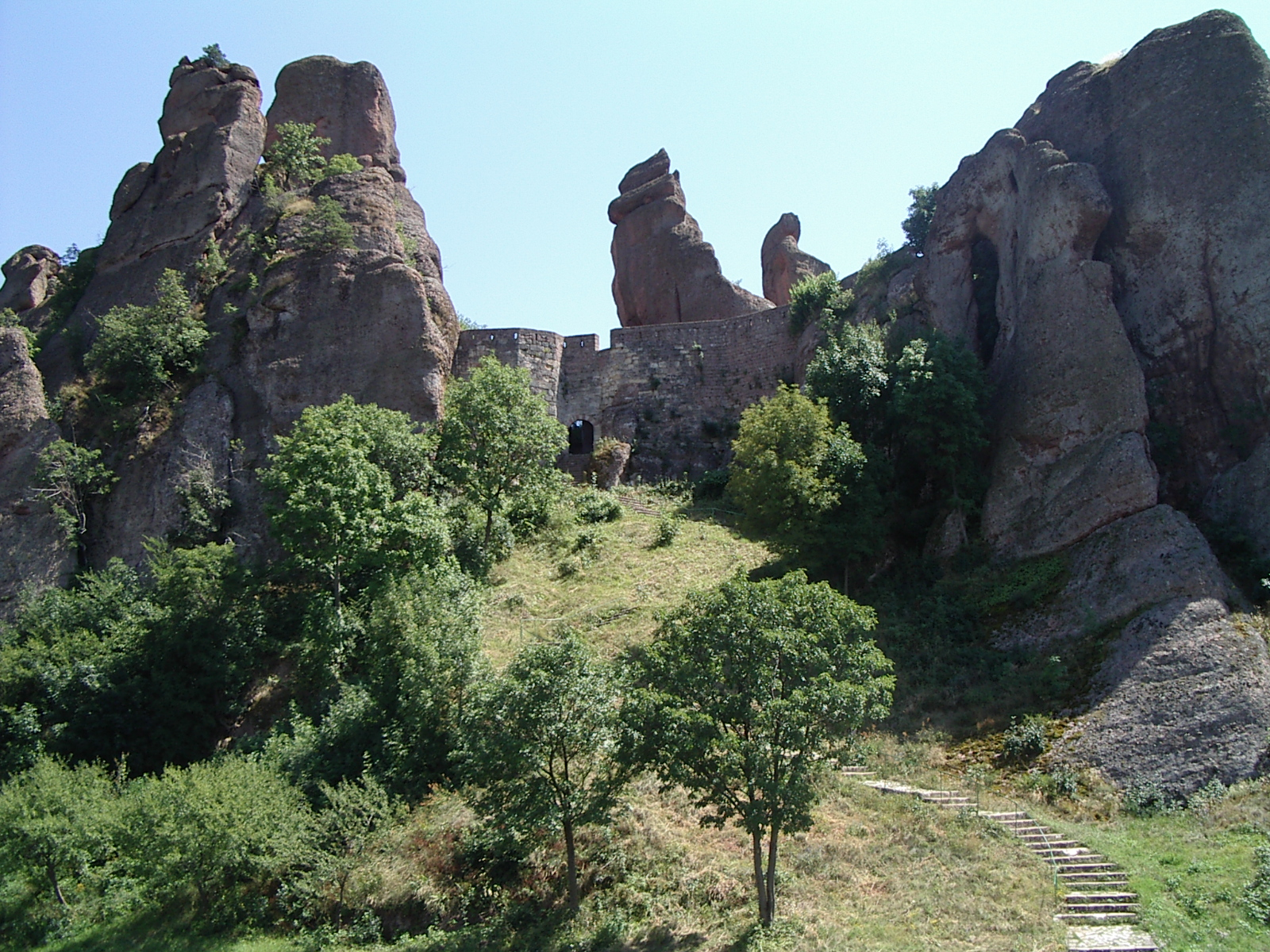
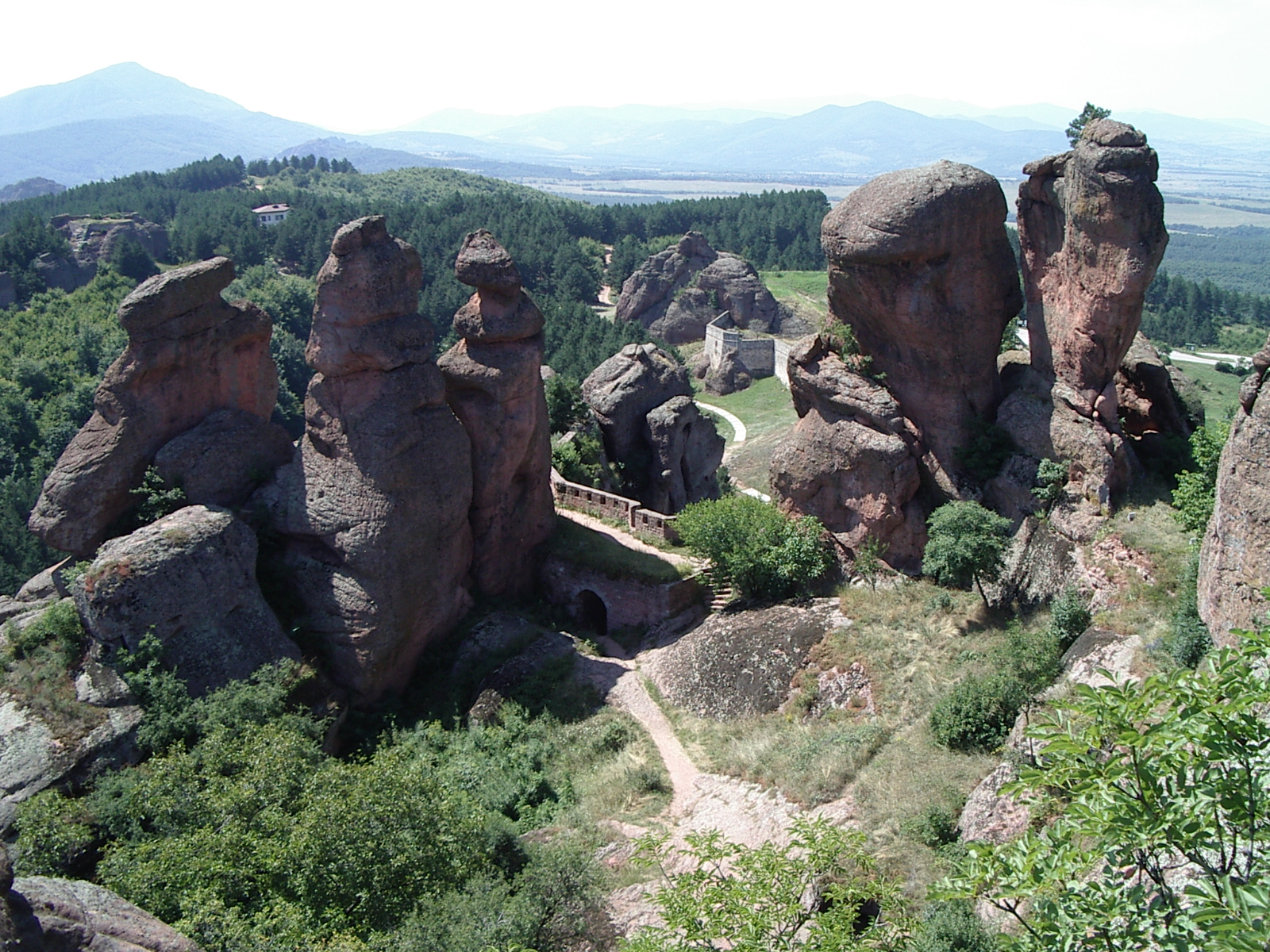
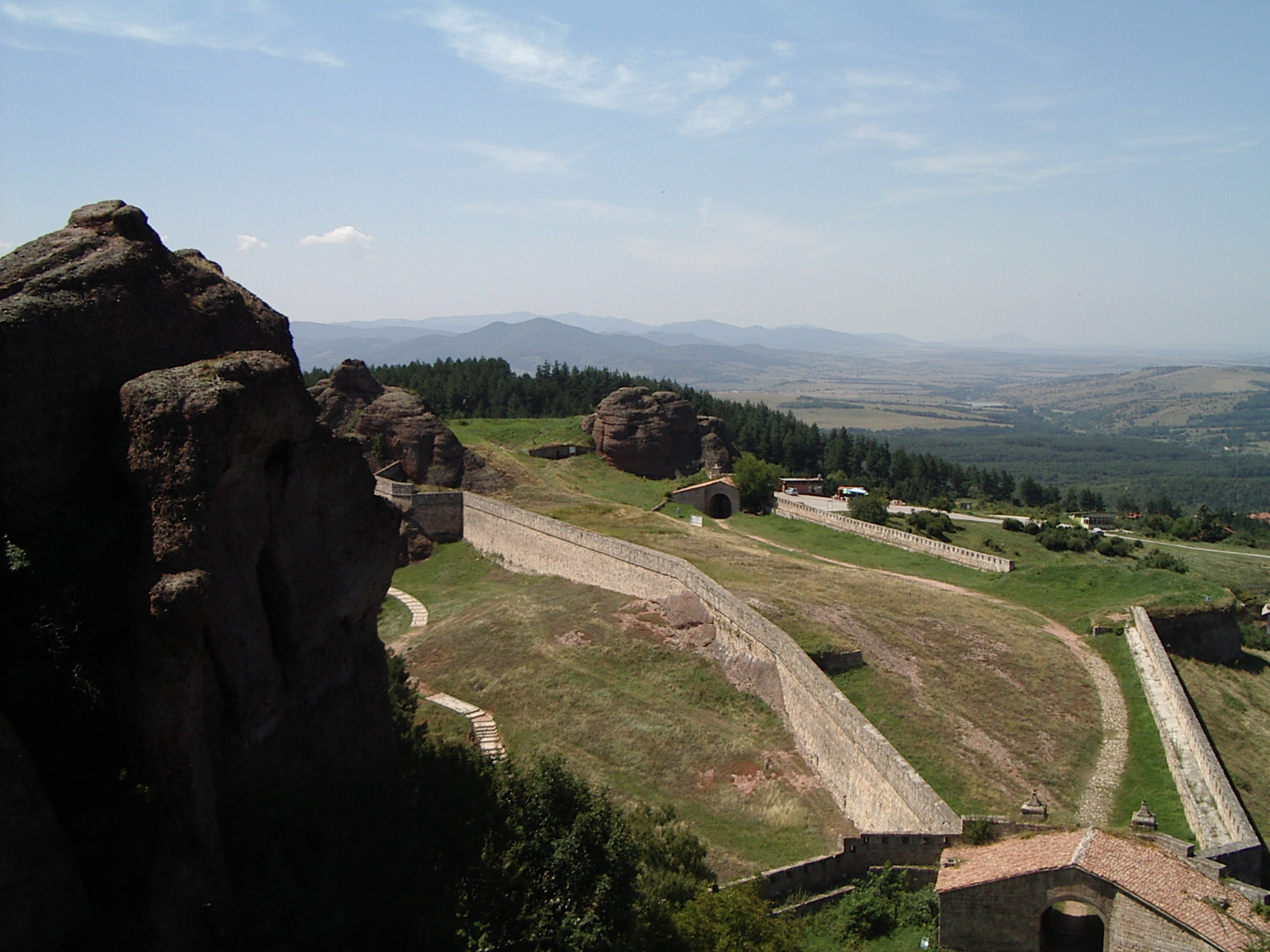
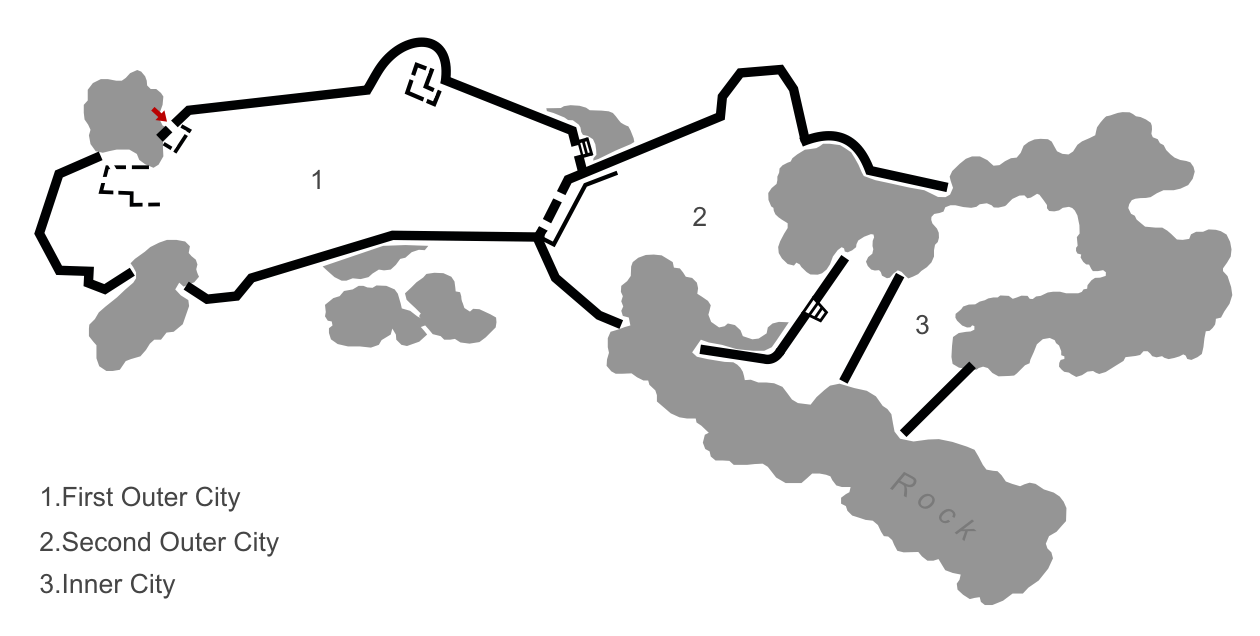
План